# العلاقات الأوغندية البالاوية
العلاقات الأوغندية البالاوية هي العلاقات الثنائية التي تجمع بين أوغندا وبالاو.

## مقارنة بين البلدين
هذه مقارنة عامة ومرجعية للدولتين:
| وجه المقارنة                                              | أوغندا                        | بالاو                         |
| --------------------------------------------------------- | ----------------------------- | ----------------------------- |
| المساحة (كم2)                                             | 241.04 ألف                    | 465                           |
| عدد السكان (نسمة)                                         | 42.86 مليون                   | 21.73 ألف                     |
| الكثافة السكانية (ن./كم²)                                 | 177.81                        | 4.67 ألف                      |
| العاصمة                                                   | كامبالا                       | نغيرولمود، كورور              |
| اللغة الرسمية                                             | لغة إنجليزية، اللغة السواحلية | لغة إنجليزية، اللغة البالاوية |
| العملة                                                    | شيلينغ أوغندي                 | دولار أمريكي                  |
| الناتج المحلي الإجمالي (بليون دولار)                      | 25.89 مليار                   | 291.54 مليون                  |
| الناتج المحلي الإجمالي (تعادل القوة الشرائية) بليون دولار | 72.25 مليار                   | 326.12 مليون                  |
| الناتج المحلي الإجمالي الاسمي للفرد دولار أمريكي          | 705                           | 13.50 ألف                     |
| الناتج المحلي الإجمالي للفرد دولار أمريكي                 | 1.77 ألف                      | 14.76 ألف                     |
| مؤشر التنمية البشرية                                      | 0.483                         | 0.780                         |
| رمز المكالمات الدولي                                      | +256                          | +680                          |
| رمز الإنترنت                                              | .ug                           | .pw                           |
| المنطقة الزمنية                                           | ت ع م+03:00                   | ت ع م+09:00                   |

## منظمات دولية مشتركة
يشترك البلدان في عضوية مجموعة من المنظمات الدولية، منها:
| علم المنظمة | اسم المنظمة                                 | تاريخ انضمام أوغندا | تاريخ انضمام بالاو |
| ----------- | ------------------------------------------- | ------------------- | ------------------ |
|             | مجموعة دول أفريقيا والكاريبي والمحيط الهادئ | ?                   | ?                  |
|             | مؤسسة التنمية الدولية                       | 27 سبتمبر 1963      | 16 ديسمبر 1997     |
|             | الأمم المتحدة                               | 25 أكتوبر 1962      | 15 ديسمبر 1994     |
|             | البنك الدولي للإنشاء والتعمير               | 27 سبتمبر 1963      | 16 ديسمبر 1997     |
|             | منظمة حظر الأسلحة الكيميائية                | ?                   | ?                  |
|             | مؤسسة التمويل الدولية                       | 27 سبتمبر 1963      | 16 ديسمبر 1997     |
|             | وكالة ضمان الاستثمار متعدد الأطراف          | 10 يونيو 1992       | 16 ديسمبر 1997     |
|             | يونسكو                                      | 9 نوفمبر 1962       | 20 سبتمبر 1999     |

## وصلات خارجية
- موقع وزارة الخارجية الأوغندية